# Numia timandrata
Numia timandrata là một loài bướm đêm trong họ Geometridae.